# 말라위 요리

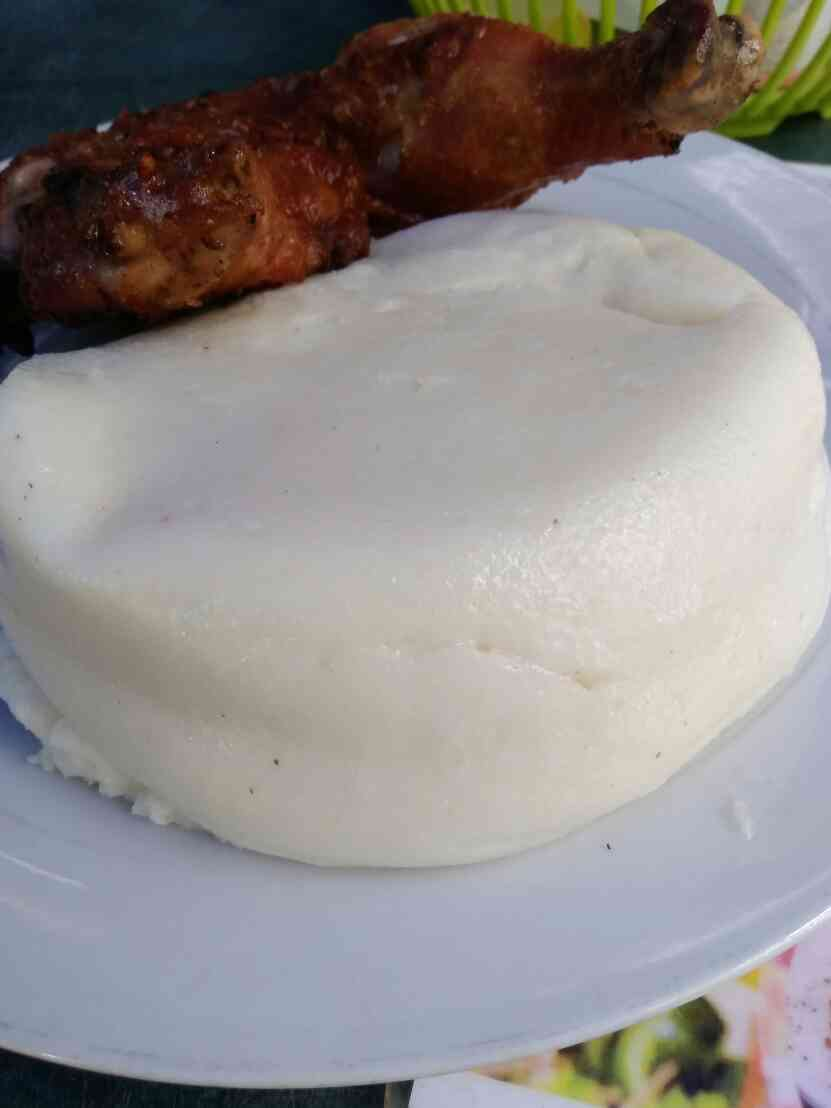
은시마

말라위 요리(Malawi 料理, 영어: Malawian cuisine 멀라위언 퀴진[*], 치체와어: chakudya cha ku Malaŵi 차쿠댜 차 쿠 말라위)는 동아프리카 남부에 있는 말라위의 요리이다.

## 같이 보기
- 아프리카 요리